# Cancerillidae
Cancerillidae é uma família de copépodes pertencentes à ordem Siphonostomatoida.
Géneros:
- Cancerilla Dalyell, 1851
- Cancerillopsis Stephensen, 1933
- Microcancerilla Norman & Brady, 1909
- Ophiopsyllopsis Sebastian, 1968
- Ophiopsyllus Stock, Humes & Gooding, 1963
- Parartotrogus Scott & Scott, 1893
- Parophiopsyllus Humes & Hendler, 1972